# Thomasomys ladewi
Thomasomys ladewi är en däggdjursart som beskrevs av Anthony 1926. Thomasomys ladewi ingår i släktet paramoråttor, och familjen hamsterartade gnagare. IUCN kategoriserar arten globalt som livskraftig. Inga underarter finns listade i Catalogue of Life.
Denna gnagare når en kroppslängd (huvud och bål) av 120 till 138 mm, en svanslängd av genomsnittlig 158 mm och en vikt av 42 till 64 g. Bakfötterna är 28 till 33 mm långa och öronen är cirka 22 mm stora. Den mjuka pälsen på ovansidan är mörk violettbrun till svartaktig. Ryggens färg är lite ljusare än kinderna, kroppssidorna och stjärten. Undersidan är täckt av grå till gråbrun päls. På den övervägande mörka svansen förekommer mycket glest fördelade hår och svansens spets är vit.
Arten förekommer i västra Bolivia. Den lever i bergstrakter eller på högplatå mellan 2610 och 3300 meter över havet. Habitatet utgörs av bergsskogar och av landskapet Páramo. Individerna går främst på marken.
I begränsade områden hotas beståndet av skogens omvandling till jordbruksmark. Hela populationen antas fortfarande vara stor. IUCN listar arten som livskraftig (LC).